# Classe préparatoire littéraire

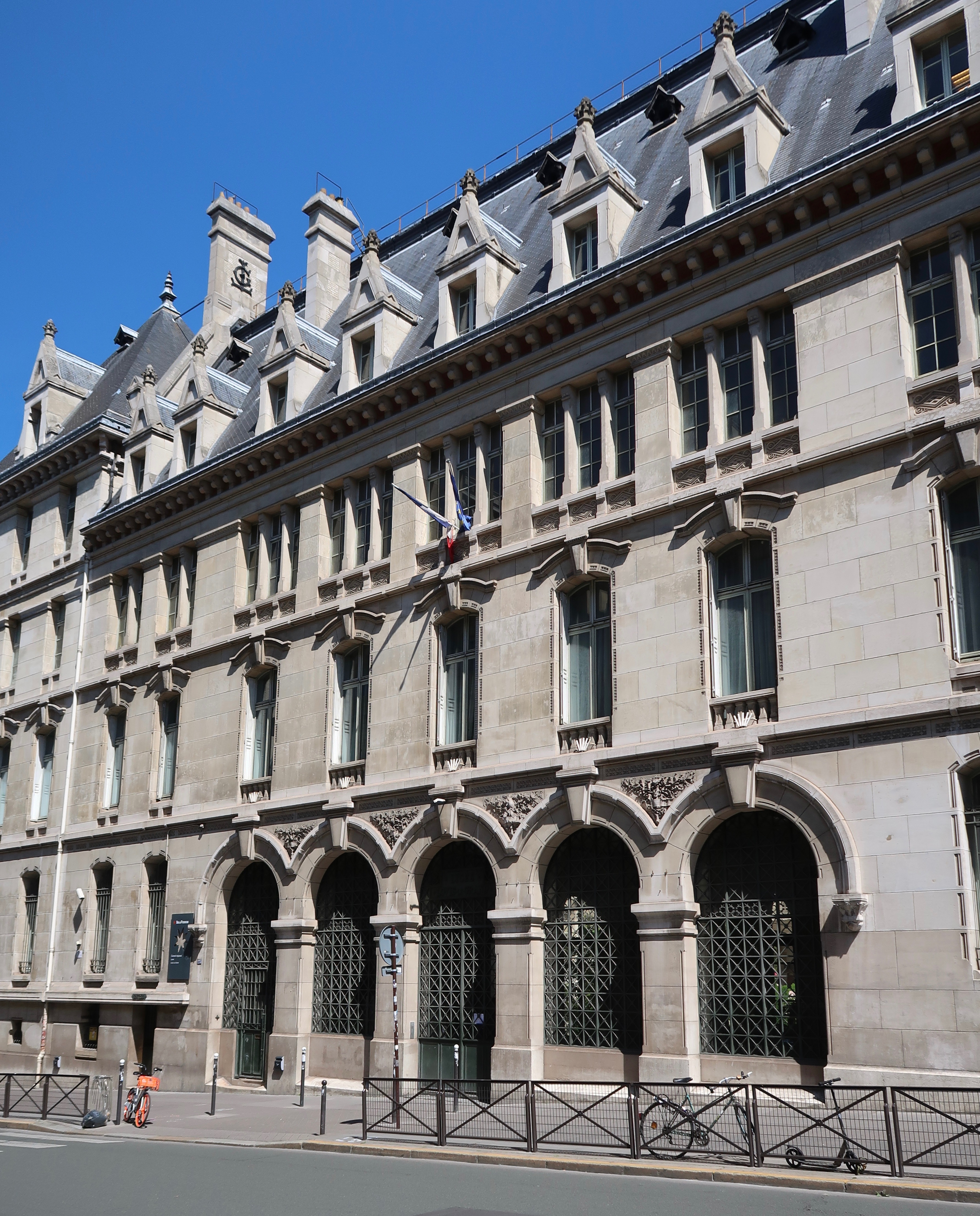
Le lycée Louis-le-Grand, où sont nées les premières classes préparatoires littéraires.

Les classes préparatoires littéraires constituent en France une des trois filières des classes préparatoires aux grandes écoles — les deux autres étant la filière scientifique et la filière économique et commerciale.
Par une formation célèbre pour son exigence, elles préparent en deux ans aux très sélectifs concours littéraires d'admission des Écoles normales supérieures, au concours de l'École nationale des chartes, mais aussi aux concours des écoles supérieures de commerce et de gestion ou encore aux concours de certains Instituts d'études politiques ou du CELSA. En France, de nombreux écrivains, intellectuels, philosophes et personnalités politiques du XXe siècle ont suivi cette formation.
En argot scolaire, khâgne est le surnom qui fut donné au XIXe siècle en raillerie à cette classe préparatoire, par les élèves préparant les écoles militaires. Le terme désigne plus précisément la seconde année qui était autrefois la seule qui existait (officiellement « première supérieure »). La première année (officiellement « lettres supérieures »), qui s'est intercalée entre la terminale et la première supérieure, fut baptisée hypokhâgne (du grec hypo, « en dessous »).

## Historique

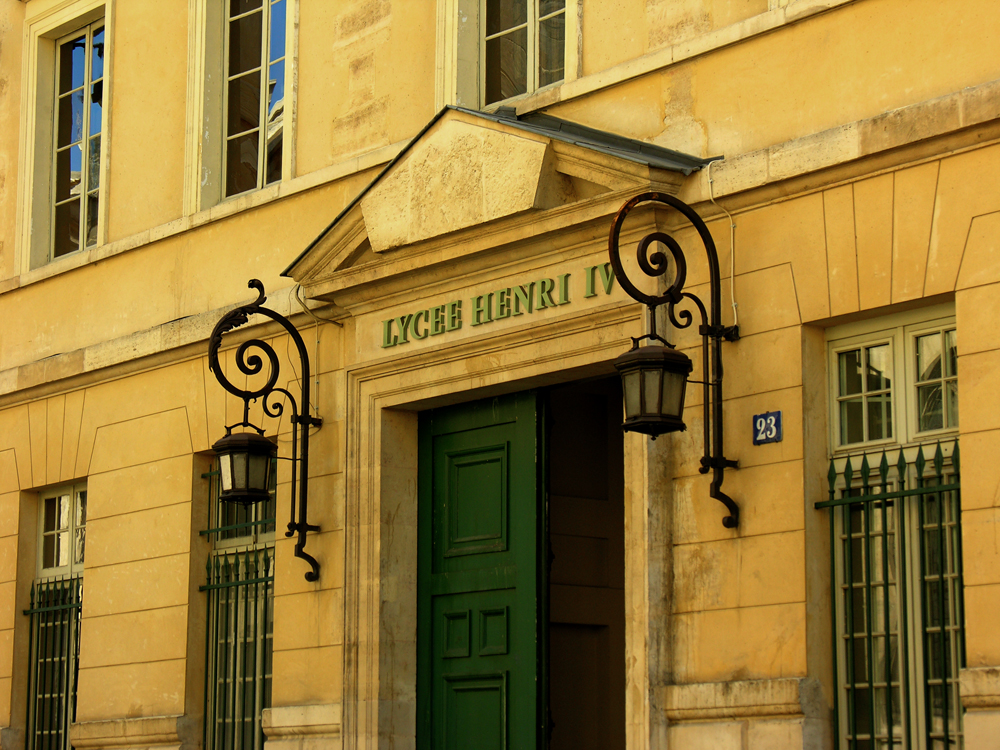
Le lycée Henri-IV, à l'origine de la répartition du cursus en deux ans.

De 1830 jusque vers 1890, les bacheliers préparent le concours de l'École normale supérieure en retournant en classe de rhétorique (actuelle classe de première) avec les élèves non bacheliers, et les professeurs leur donnent des exercices plus difficiles qu'aux autres. C'est Numa Denis Fustel de Coulanges, directeur de l'École normale supérieure de 1880 à 1883, qui appelle à la création de classes autonomes. Il faut attendre plusieurs décennies pour cela dans certains lycées. Mais, dès le début des années 1890, le lycée Louis-le-Grand crée une classe spéciale de rhétorique supérieure (la Cagne Grand), puis une classe de « rhétorique-vétérans » ou hypocagne. En 1897, le lycée Henri-IV dispose aussi depuis plusieurs années d'une classe de rhétorique supérieure en deux sections qui permet de passer le concours au bout d'un an ou deux. Au lycée Ampère de Lyon, c'est en 1901 qu'est créée une classe de rhétorique supérieure autonome. En 1903, le nom de « première » remplace celui de « rhétorique » et peu à peu les rhétoriques supérieures deviennent des premières supérieures.
On ajouta ensuite la classe de « lettres supérieures » (lettres sup) avant la « première supérieure ». La classe de « lettres supérieures » puis celle de « première supérieure » constituaient désormais une préparation à l'ENS sous forme d'une prolongation en deux ans des études en lycée, après la classe de rhétorique (première) et la classe de philosophie (actuelle terminale). Ce système finit par devenir la règle au cours des années 1930.

### Origine du nomkhâgne
Être cagneux, c'est avoir les genoux tournés en dedans (pieds écartés, genoux rapprochés). Dans la seconde moitié du XIXe siècle, ce mot de cagneux a été utilisé pour se moquer des universitaires, répétiteurs, professeurs ou autres normaliens, férus d'études classiques, toujours plongés dans leurs livres. Par exemple, le 21 février 1866, Edmond de Goncourt note : 
« Je remarque que les fougueux célébrateurs du nu, des vieilles civilisations athlétiques et gymnastiques, sont en général de cagneux universitaires, au pauvre et étroit torse, enfermé dans un gilet de flanelle. »

En 1869, dans Le testament d'un blagueur, Vallès écrit : 
« Il y en a en tuniques à collets verts, ce sont les normaliens ; ils ont sur le crâne et au flanc un claque et une épée ! Une épée ! non, c'est sans doute dans ce fourreau de cuir qu'on place une plume d'oie à la barbe triste et au bec sale, la plume des cuistres ! Pourquoi une épée ? En voici un dans cet uniforme qui est cagneux, boiteux et tire la patte. Donnez-lui donc des béquilles plutôt ! »
Comme le précise Pierre Vidal-Naquet dans le premier tome de ses mémoires, c'est quand les premières classes de rhétorique supérieure (ancêtre de la première supérieure) sont créées que les cornichons, qui font de l'équitation et de l'escrime pour préparer l'École spéciale militaire de Saint-Cyr, se mettent à utiliser cette moquerie à l'encontre des élèves de rhétosup, qui se consacrent à des activités intellectuelles et seront plus tard universitaires et professeurs[réf. souhaitée]. De là, les cagneux, puis la cagne. Les littéraires se mettent alors eux-mêmes à employer cette dénomination, mais vers les années 1910, élaborent l'orthographe pseudo-grecque khâgneux et khâgne (puis hypokhâgne), afin de la faire apparaître plus savante et d'occulter sa réelle signification.

### Folklore et traditions
Si la plupart des classes préparatoires françaises possèdent leurs traditions, la mythologie de la khâgne est sans doute une des plus riches, même si l'ancienneté réelle de ces pratiques est sujette à débat et que les réformes successives ont fait disparaître un bon nombre de traditions.
Citons entre autres : la tendance à ajouter des racines pseudo-grecques ou pseudo-latines aux termes (khâgneux, khrâssage, khôlle, mestre, festival de khâgne… On retrouve déjà cette pratique chez l'ex-khâgneux Alfred Jarry ou la déesse fictive de la khâgne, Vara (ou Whara, de varus, a, um, « cagneux » en latin), nom donné à la chouette d'Athéna, symbole de sagesse, dont la figure orne les livres des éditions des Belles Lettres. Le bizutage, parfois appelé « intronisation » ou « thîronnage », varie d'un établissement à l'autre, et est en voie de disparition du fait de l'interdiction nationale.
Traditionnellement sont organisés des événements de fin d'année réunissant professeurs et élèves, autour d'un repas, d'un spectacle mettant en scène les professeurs caricaturés ou simple rencontre des parties tenantes de la CPGE dans un bar. Le Lycée Carnot à Dijon en maintient la forme sans doute la plus aboutie : le « Boulal » (mot dont l'origine demeure inconnue, plusieurs hypothèses explicatives sont avancées, toutes étant tirées par les cheveux, Bural prononcé avec un fort accent étranger, ou singulier du mot « Bureau» (ce qui donne Boulal-Bouleau, compal-compo, puis pale…) « Boulè » affublé du suffixe AL…), qui consiste en une pièce de théâtre écrite, montée et jouée par les élèves eux-mêmes mettant en scène les professeurs de khâgne (et parfois l'administration). Au Lycée Joffre de Montpellier, un « Festival de Khâgne » a été mis en place plusieurs années de suite, avec des courts-métrages et des sketches qui parodient la vie de la khâgne et les professeurs. Cette tradition montpelliéraine du Festival de Khâgne a notamment été exportée dans les Hauts-de-France au lycée Gambetta-Carnot d’Arras, sous l’impulsion d’une ancienne élève du lycée Joffre, aujourd’hui professeure. Le lycée Faidherbe de Lille a également connu son festival de khâgne, jusqu'à sa disparition à la suite de différends avec l'administration. Les khâgnes du lycée du Parc (Lyon) perpétuent un thirônnage centenaire issu des plus anciennes traditions khâgnales souvent oubliées dans les autres khâgnes de France.

## Généralités

### Hypokhâgnes et khâgnes
Il existe deux types de classes préparatoires en première année :
- l'hypokhâgne A/L, purement littéraire, proposant des enseignements diversifiés en lettres et sciences humaines, et se poursuivant l'année suivante par un passage en khâgne A/L ;
- l'hypokhâgne B/L, hybride, proposant des enseignements en lettres et sciences humaines auxquels s'ajoutent des mathématiques et des sciences sociales.

Il existe trois types de classes préparatoires en seconde année :
- la khâgne A/L classique, à laquelle on accède après une hypokhâgne A/L et qui prépare au concours de l'ENS de Paris, rue d'Ulm (où l'étude d'au moins une langue ancienne est obligatoire) ;
- la khâgne A/L moderne (appelées aussi « 1re Supérieure (Lyon – Lettres et sciences humaines) » ou LSH), à laquelle on accède après une hypokhâgne A/L et qui prépare au concours de l'ENS de Lyon (où l'étude de la géographie est obligatoire) ;
- la khâgne B/L, à laquelle on accède après une hypokhâgne B/L et qui prépare aux concours de l'ENS de Paris-Ulm section Sciences économiques et sociales, de l'ENS de Paris-Saclay section Sciences sociales et de l'ENS de Lyon section Sciences économiques et sociales.

Depuis 2007, l'hypokhâgne A/L est indifférenciée et permet d'accéder aussi à une khâgne A/L classique (Paris-Ulm) ou moderne (Lyon).
La différence entre la khâgne classique et la khâgne moderne tient à l'emploi du temps (horaires hebdomadaires différents par discipline) et à l'obligation d'étudier une langue ancienne en khâgne classique et de la géographie en khâgne moderne.
Contrairement à une croyance assez répandue, la distinction entre khâgne « classique » et « moderne » par laquelle on a parfois opposé les khâgnes Ulm et les khâgnes Lyon ne renvoie pas à l'opposition entre lettres classiques et lettres modernes, puisque l'option lettres classiques existe aussi au concours de l'ENS Lyon, tout comme celle de lettres modernes au concours de Paris. Elle renvoie en fait à la distinction entre « enseignement classique » et « enseignement moderne », introduite par la réforme de Ribot, ministre de l'Instruction publique, en 1902 : autrefois, toutes les classes des lycées étaient « classiques », c'est-à-dire que les langues anciennes étaient obligatoires (y compris pour les profils les plus scientifiques), et cette réforme mena à la création de sections dites « modernes », c'est-à-dire sans langue ancienne – sections alors méprisées. Cette distinction s'est longtemps maintenue ; « classique » en est venu à signifier « avec langue ancienne » et « moderne » « sans langue ancienne », ce qui explique les appellations « khâgnes classiques » et « khâgnes modernes ».

### Doublement ou triplement de la seconde année de classe préparatoire
Un khâgneux ayant échoué au concours peut retourner en classe de khâgne s'il obtient l'autorisation du chef d'établissement, après avis du conseil de classe semestriel (il est alors appelé cube ou khûbe).
Il est aussi possible d'être bicarré ou bikhârré (se dit d'un élève qui triple son année de khâgne, ce qui est extrêmement rare).
Le redoublement est interdit en hypokhâgne, sauf motif de santé.

## Voies actuelles

### A/L

#### Enseignements en hypokhâgne
Les élèves en hypokhâgne A/L suivent les enseignements suivants, pour un minimum de 29 heures par semaine.
- Français : 5 heures
- Géographie : 2 heures
- Histoire : 5 heures
- Langue et culture de l'Antiquité : 3 heures
  - Grec ancien ou latin : 2 heures
  - Culture antique : 1 heure
- Langue vivante 1 : 4 heures
- Langue vivante 2 : 2 heures
- Philosophie : 4 heures
- Une ou plusieurs options parmi les suivantes
  - Arts plastiques : 6 heures
  - Géographie : 2 heures
  - Complément de langue ancienne (grec ancien ou latin): 2 heures
  - Deuxième langue ancienne (grec ancien ou latin) : 4 heures
  - Cinéma et audiovisuel : 4 heures
  - Histoire de l'art : 4 heures
  - Langue vivante 2 : 2 heures
  - Musique : 6 heures
  - Théâtre : 4 heures

#### Enseignements en khâgne classique (Paris-Ulm)
Les élèves en khâgne A/L classique suivent les enseignements suivants, pour un minimum de 29 heures par semaine.
- Français : 5 heures
- Grec ancien ou latin : 4 heures
- Histoire contemporaine : 4 heures
- Langue vivante 1 : 4 heures
- Philosophie : 6 heures
- Spécialité (une au choix)
  - Cinéma et audiovisuel : 4 heures
  - Géographie : 4 heures
  - Histoire de l'art : 4 heures
  - Histoire et géographie : 7 heures
    - Géographie : 4 heures
    - Histoire : 3 heures

  - Langues vivantes : 5 heures
    - Langue vivante approfondie : 3 heures
    - Langue vivante 2 : 2 heures

  - Lettres classiques : 6 heures
    - Grec ancien ou latin : 4 heures (langue ancienne non choisie en langue ancienne obligatoire)
    - Histoire ancienne : 2 heures
    - Thème latin : 1 heure

  - Lettres modernes
    - Français : 3 heures

  - Musique : 6 heures
  - Philosophie : 3 heures
  - Théâtre : 4 heures

#### Concours A/L de l'ENS de Paris-Ulm
Le concours représente environ 36 h de composition pour l'admissibilité, et 3 h d'examen pour l'admission.

##### Épreuves d'admissibilité
- Composition d’histoire (durée : 6 h ; coefficient : 3)
- Composition de philosophie (durée : 6 h ; coefficient : 3)
- Composition française (durée : 6 h ; coefficient : 3)
- Langue vivante étrangère — Commentaire d’un texte et traduction d’une partie ou de la totalité de ce texte (durée : 6 h ; coefficient : 3)
- Épreuve de langue et culture ancienne au choix du candidat (coefficient : 3)
  - Traduction et commentaire d’un texte latin ou grec (durée : 6 h)
  - Version latine (durée : 4 h)
  - Version grecque (durée : 4 h) (épreuve obligatoire en spécialité Lettres classiques)
- Épreuve de spécialité au choix du candidat (coefficient : 3)
  - Lettres classiques — Version latine et court thème (durée : 5 h)
  - Philosophie — Commentaire d’un texte philosophique (durée : 4 h)
  - Lettres modernes — Commentaire d’un texte littéraire français (durée : 4 h)
  - Géographie — Composition de géographie (durée : 6 h)
  - Histoire et géographie — Commentaire de document historique et question de géographie (durée : 6 h)
  - Langues vivantes (une épreuve au choix)
    - Commentaire composé de littérature étrangère et court thème (durée : 6 h)
    - Version de langue vivante étrangère et thème (durée : 6 h)

  - Musique — Composition d’histoire de la musique (durée : 6 h)
  - Histoire des arts — Composition d’histoire et de théorie des arts (durée : 6 h)
  - Cinéma et audiovisuel — Composition d’études cinématographiques (durée : 6 h)
  - Théâtre — Composition d’études théâtrales (durée : 6 h)

##### Épreuves d'admission
- Interrogation d’histoire (préparation : 1 h 30 ; durée : 30 min ; coefficient : 3)
- Interrogation de philosophie (préparation : 1 h 30 ; durée : 30 min ; coefficient : 3)
- Explication d’un texte français (préparation : 1 h 30 ; durée : 30 min ; coefficient : 3)
- Explication d’un texte littéraire de langue vivante étrangère 1 (préparation : 1 h 30 ; durée : 30 min ; coefficient : 3)
- Traduction et commentaire d’un texte latin ou grec (préparation : 1 h 30 ; durée : 30 min ; coefficient : 3)
- Épreuve de spécialité, à choisir par les candidats en fonction du choix de l’épreuve de spécialité d’admissibilité (préparation : 1 h 30 ; durée : 30 min ; coefficient : 5)
  - Lettres classiques — Épreuve de grec ou de latin (épreuve en deux parties)
    - Traduction et commentaire d’un texte grec ou latin, la langue doit être différente de celle choisie en épreuve commune
    - Interrogation d’histoire ancienne

  - Philosophie — Interrogation sur un texte philosophique
  - Lettres modernes — Interrogation d’histoire littéraire
  - Géographie — Commentaire de documents géographiques
  - Épreuve de musicologie en deux parties
    - Technique musicale
    - Commentaire d’écoute d’une œuvre musicale

  - Histoire des arts — Commentaire d’œuvre d’art
  - Cinéma — Commentaire d’un extrait de film
  - Théâtre — Commentaire dramaturgique d’un extrait de pièce
  - Histoire et géographie — Commentaire de document(s) historique(s), histoire ancienne, médiévale ou moderne
  - Langues vivantes — Explication d’un texte de langue vivante (langue différente de celle de l'épreuve obligatoire)

#### Enseignements en khâgne moderne (Lyon)
Les élèves en khâgne A/L moderne suivent les enseignements suivants, pour un minimum de 22 heures par semaine.
- Français : 5 heures
- Géographie : 2 heures
- Histoire : 2 heures
- Langue vivante 1 : 3 heures
- Philosophie : 4 heures
- Spécialité (une au choix)
  - Cinéma et audiovisuel : 4 heures
  - Histoire des arts : 4 heures
  - Histoire et géographie : 8 heures
    - Géographie : 4 heures
    - Histoire : 4 heures

  - Langues vivantes : 9 heures
    - Langue vivante 1 : 7 heures
    - Latin ou langue vivante 2 : 2 heures

  - Lettres classiques : 8 heures
    - Grec ancien : 4 heures
    - Latin : 4 heures

  - Lettres modernes : 8 heures
    - Français : 6 heures
    - Langue vivante 1 approfondie ou Langue vivante 2 ou Latin : 2 heures

  - Musique : 6 heures
  - Philosophie : 6 heures
  - Théâtre : 4 heures

#### Concours A/L de l'ENS de Lyon

##### Épreuves d'admissibilité
- Composition française (durée : 6 h ; coefficient 2)
- Composition d'histoire (durée : 6 h ; coefficient 1)
- Composition de géographie (durée : 5 h ; coefficient 1)
- Composition de philosophie (durée : 6 h ; coefficient 1)
- Langue vivante étrangère : Commentaire d’un texte et traduction d’une partie ou de la totalité de ce texte (durée : 6 h ; coefficient : 1)
- Une spécialité (avec une ou plusieurs épreuves) au choix du candidat
  - Cinéma et audiovisuel — Composition de cinéma et audiovisuel (durée : 6 h ; coefficient 2)
  - Histoire de l'Art — Composition d'histoire et théorie de l'Art (durée : 6 h ; coefficient 2)
  - Histoire-Géographie
    - Explication de texte ou de documents historiques (durée : 3 h ; coefficient 1)
    - Commentaire de carte géographique (durée : 3 h ; coefficient 1)

  - Langue vivante — Thème en langue vivante (la même choisie qu'en épreuve obligatoire) (durée : 4 h ; coefficient 2)
  - Lettres classiques
    - Version grecque (durée : 3 h ; coefficient 1)
    - Version latine (durée : 3 h ; coefficient 1)

  - Lettres modernes — Étude littéraire stylistique d’un texte français postérieur à 1600 (durée : 5 h ; coefficient 2)
  - Musique — Composition d'histoire de la musique (durée : 6 h ; coefficient 2)
  - Philosophie — Deuxième composition de philosophie (durée : 6 h ; coefficient 2)
  - Théâtre — Composition de théâtre (durée : 6 h ; coefficient 2)

##### Épreuves d'admission
- Explication d'un texte littéraire (préparation : 1 h ; durée : 30 min ; coefficient 1,5)
- Approche des sciences humaines (préparation : 1 h ; durée : 25 min ; coefficient 1)
- Une spécialité (avec plusieurs épreuves) au choix du candidat
  - Cinéma et audiovisuel
    - Épreuve de cinéma et audiovisuel (préparation : 3 h ; durée : 1 h ; coefficient 2,5)
    - Une deuxième épreuve au choix parmi les suivantes (préparation : 1 h ; durée : 30 min ; coefficient 1,5)
      - Analyse en langue étrangère d'un texte étranger, suivie d'un entretien en langue étrangère
      - Traduction et commentaire d'un texte grec
      - Traduction et commentaire d'un texte latin

  - Histoire de l'art
    - Épreuve d'histoire de l'Art (préparation : 2 h ; durée : 1 h ; coefficient 2,5)
    - Une deuxième épreuve au choix parmi les suivantes (préparation : 1 h ; durée : 30 min ; coefficient 1,5)
      - Analyse en langue étrangère d'un texte étranger, suivie d'un entretien en langue étrangère
      - Traduction et commentaire d'un texte grec
      - Traduction et commentaire d'un texte latin

  - Histoire et géographie
    - Interrogation d'histoire (préparation : 1 h ; durée : 30 min ; coefficient 1,5)
    - Interrogation de géographie (préparation : 1 h ; durée : 30 min ; coefficient 1.5)
    - Une troisième épreuve au choix parmi les suivantes (préparation : 1 h ; durée : 30 min ; coefficient 1,5)
      - Analyse en langue étrangère d'un texte étranger, suivie d'un entretien en langue étrangère
      - Traduction et commentaire d'un texte grec
      - Traduction et commentaire d'un texte latin

  - Langue vivante
    - Explication en français d'un texte d'auteur étranger de L.V.1 (préparation : 1 h ; durée : 30 min ; coefficient 2)
    - Analyse en langue vivante 1 d'un texte étranger, suivie d'un entretien en langue vivante 1 (préparation : 1 h ; durée : 30 min ; coefficient 1,25)
    - Une troisième épreuve au choix parmi les suivantes (préparation : 1 h ; durée : 30 min ; coefficient 1,5)
      - Analyse en langue vivante 2 d'un texte étranger, suivie d'un entretien en langue vivante 2
      - Traduction et commentaire d'un texte grec
      - Traduction et commentaire d'un texte latin

  - Lettres classiques
    - Explication d'un texte grec (préparation : 1 h ; durée : 30 min ; coefficient 2)
    - Explication d'un texte latin (préparation : 1 h ; durée : 30 min ; coefficient 2)

  - Lettres modernes
    - Étude synthétique de deux extraits d’œuvres au programme (préparation : 1 h 30 ; durée : 30 min ; coefficient : 2,5)
    - Une deuxième épreuve au choix parmi les suivantes (préparation : 1 h ; durée : 30 min ; coefficient 1,5)
      - Analyse en langue étrangère d'un texte étranger, suivie d'un entretien en langue étrangère
      - Traduction et commentaire d'un texte grec
      - Traduction et commentaire d'un texte latin

  - Musique
    - Interprétation suivie d'un entretien (préparation : aucune ; durée : 30 min ; coefficient 1,25)
    - Écriture musicale (préparation : 2 h ; durée : 15 min ; coefficient 1,25)
    - Une troisième épreuve au choix parmi les suivantes (préparation : 1 h ; durée : 30 min ; coefficient 1,5)
      - Analyse en langue étrangère d'un texte étranger, suivie d'un entretien en langue étrangère
      - Traduction et commentaire d'un texte grec
      - Traduction et commentaire d'un texte latin

  - Philosophie
    - Explication d'un texte philosophique (préparation : 1 h ; durée : 30 min ; coefficient 1,5)
    - Exposé sur une question de philosophie (préparation : 1 h ; durée : 30 min ; coefficient 1,5)
    - Une troisième épreuve au choix parmi les suivantes (préparation : 1 h ; durée : 30 min ; coefficient 1,5)
      - Analyse en langue étrangère d'un texte étranger, suivie d'un entretien en langue étrangère
      - Traduction et commentaire d'un texte grec
      - Traduction et commentaire d'un texte latin

  - Théâtre
    - Épreuve de théâtre (préparation : 2 h ; durée : 1 h ; coefficient 2,5)
    - Une deuxième épreuve au choix parmi les suivantes (préparation : 1 h ; durée : 30 min ; coefficient 1,5)
      - Analyse en langue étrangère d'un texte étranger, suivie d'un entretien en langue étrangère
      - Traduction et commentaire d'un texte grec
      - Traduction et commentaire d'un texte latin

### B/L

#### Enseignements en hypokhâgne
Les élèves en hypokhâgne B/L suivent les enseignements suivants :
- Français : 4 heures
- Histoire : 4 heures
- Langue vivante 1 : 2 heures
- Mathématiques : 6 heures
- Philosophie : 4 heures
- Sciences sociales : 6 heures
- Éducation physique et sportive : optionnel

- Option(s)
  - Géographie : 3 heures (variable selon les établissements)
  - Grec ancien : 3 heures
  - Latin : 3 heures
  - Langue vivante 1 : 4 heures
  - Langue vivante 2 : 2 heures

#### Enseignements en khâgne
Les élèves en khâgne B/L suivent les enseignements suivants :
- Français : 4 heures
- Histoire : 4 heures
- Langue vivante 1 : 2 heures
- Mathématiques : 6 heures 30 minutes
- Philosophie : 4 heures
- Sciences sociales : 6 heures
- Éducation physique et sportive : optionnel

- Option(s)
  - Géographie : 3 heures (variable selon les établissements)
  - Grec ancien : 3 heures
  - Latin : 3 heures
  - Langue vivante 1 : 4 heures
  - Langue vivante 2 : 2 heures

#### Concours B/L de l'ENS de Paris-Ulm

##### Épreuves d'admissibilité
- Composition d’histoire (durée : 6 h ; coefficient : 3)
- Composition française (durée : 6 h ; coefficient : 3)
- Composition de philosophie (durée : 6 h ; coefficient : 3)
- Composition de sciences sociales (durée : 6 h ; coefficient : 3)
- Composition de mathématiques (durée : 4 h ; coefficient : 3)
- Épreuve à option au choix du candidat (coefficient : 3)
  - Version latine (durée : 4 h ; coefficient : 3)
  - Version grecque (durée : 4 h ; coefficient : 3)
  - Analyse et commentaire en langue vivante étrangère d’un ou plusieurs textes (durée : 6 h ; coefficient : 3)
  - Composition de géographie (durée : 6 h ; coefficient 3)

##### Épreuves d'admission
- Explication d’un texte français (préparation : 1 h 30 ; durée : 30 min ; coefficient : 2)
- Interrogation de philosophie (préparation : 1 h 30 ; durée : 30 min ; coefficient : 2)
- Interrogation sur l'histoire contemporaine (préparation : 1 h 30 ; durée : 30 min ; coefficient : 2)
- Interrogation sur les mathématiques (préparation : 1 h  30 ; durée : 30 min ; coefficient : 2)
- Compte rendu de documents suivi d’un entretien avec le jury en langue vivante étrangère (allemand, anglais, arabe, chinois, espagnol, grec moderne, hébreu, italien, japonais, polonais, portugais, russe) (préparation : 1 h  30 ; durée : 30 min ; coefficient : 2)
- Commentaire d’un dossier sociologique ou économique (préparation : 1 h  30 ; durée : 30 min ; coefficient : 2)
- Épreuve à option d’admission, à choisir par le candidat au moment de l'inscription (préparation : 1 h  30 ; durée : 30 min ; coefficient : 3)
  - Explication d’un texte latin
  - Explication d’un texte grec
  - Explication d’un texte en langue vivante étrangère suivi d’un entretien avec le jury
  - Commentaire de documents géographiques
  - Épreuve de sociologie ou d'économie (matière non passée en tronc commun)

Les candidats affectent un coefficient supplémentaire (3 au lieu de 2) à une épreuve du tronc commun de leur choix au moment de l'inscription au concours.

#### Concours B/L de l'ENS de Lyon

##### Épreuves d'admissibilité
- Composition d’histoire contemporaine (durée : 6 h ; coefficient : 2)
- Composition de mathématiques (durée : 4 h ; coefficient : 2)
- Composition de sciences sociales (durée : 6 h ; coefficient : 2)
- Composition française (durée : 6 h ; coefficient : 1)
- Composition de philosophie (durée : 6 h ; coefficient : 1)
- Épreuve au choix
  - Analyse et commentaire en langue vivante étrangère d’un ou de plusieurs textes ou documents relatifs à la civilisation d’une aire linguistique. (durée : 6 h ; coefficient 1)
  - Composition de géographie (durée : 6 h ; coefficient 1)
  - Version grecque (durée : 4 h ; coefficient 1)
  - Version latine (durée : 4 h ; coefficient 1)

##### Épreuves d'admission
- Économie (préparation : 1 h ; durée 30 min ; coefficient 3)
- Sociologie (préparation : 1 h ; durée 30 min ; coefficient 3)
- Explication en langue vivante étrangère d’un texte contemporain, suivie d’un entretien en langue vivante étrangère avec le jury. (préparation : 1 h ; durée 30 min ; coefficient 1)
- Épreuve au choix (préparation : 1 h ; durée 30 min ; coefficient 1)
  - Commentaire de documents géographiques
  - Interrogation sur un sujet d'histoire contemporaine suivie d'un entretien
  - Exercices de mathématiques

## Débouchés

### La banque d'épreuves littéraires (BEL)
En 2009, la réforme des concours d'entrée modifie les épreuves du concours A/L et des concours de l'ENS de Lyon et fonde une Banque d'épreuves littéraires (BEL). Certaines épreuves écrites obligatoires de ces concours (philosophie, histoire, langue vivante dès 2009, français à partir de 2010) deviennent communes. La singularité des deux écoles est maintenue dans les autres épreuves écrites obligatoires, dans les épreuves d'option et les épreuves orales, notamment en ce qui concerne le caractère généraliste des concours d'entrée à l'École normale supérieure de Paris.
Il existe un autre concours spécifique auquel certaines catégories d'élèves peuvent prétendre : le concours anglais de l'ENS Paris-Saclay pour les khâgneux de Lyon spécialisés en anglais.
Dès 2009, certaines grandes écoles de commerce (HEC, ESSEC, ESCP…) et l'ISMaPP ouvrent leurs portes aux candidats de la BEL ; l'École nationale des chartes le fait en 2010. Il en est de même pour instituts d'études politiques (Sciences Po Paris et autres) et pour le CELSA.

### Principaux débouchés
Les écoles normales supérieures sont l'objectif originel de ces classes préparatoires, mais le taux de sélection y est très faible, proche d'environ un sur trente. Les différents types de khâgnes préparaient à l'origine à différentes ENS :
- pour les khâgneux Ulm-A/L, l'École normale supérieure de Paris, rue d'Ulm ;
- pour les khâgneux Lyon-A/L, l'ENS de Lyon (et l'ENS Paris-Saclay pour ceux ayant pris un enseignement de spécialité en anglais) ;
- pour les khâgneux B/L, l'ENS d'Ulm, l'ENS de Lyon et l'ENS Paris-Saclay ;

Désormais, les khâgneux A/L peuvent se présenter aux concours des deux principales ENS (et aux trois pour les spécialistes d'anglais).
- Les grandes écoles de commerce (HEC, ESSEC, ESCP Europe, EM Lyon, Audencia, Institut Mines-Télécom Business School, Rouen Business School, EDHEC, Reims Management School, Bordeaux École de management, Burgundy School of Business, etc.), par la voie littéraire ;
- L'École nationale de la statistique et de l'administration économique, concours économie (pour les khâgneux B/L) ;
- L'École spéciale militaire de Saint-Cyr, concours lettres. Les candidats le préparent souvent dans des classes spéciales intitulées officiellement CPGE option « lettres et sciences humaines », et appelées corniches dans le jargon, dans trois lycées de la défense (autrefois nommés lycées militaires) : le lycée militaire de Saint-Cyr, le lycée militaire d'Aix-en-Provence, et le Prytanée de La Flèche) ;
- L'École nationale des chartes, Grande école qui délivre le diplôme d'archiviste-paléographe et débouche sur des carrières d'archiviste ou de bibliothécaire, plus marginalement d'enseignant-chercheur en histoire et de conservateur de musée, après une khâgne A/L ou très rarement une khâgne B/L ;
- Les instituts d'études politiques (« Sciences Po »), à l'issue d'une hypokhâgne (bac+1) ou d'une deuxième khâgne (bac+3) ;
- L'Institut supérieur du management public et politique (aussi connue comme ISMaPP), membre fondateur de la Banque d'épreuves littéraires ;
- L'École supérieure d'interprètes et de traducteurs (ESIT) ;
- L'École nationale supérieure des sciences de l'information et des bibliothèques (ENSSIB) qui ouvre sur les métiers du livre (bac+3) ;
- L'École des hautes études en sciences de l'information et de la communication - CELSA Sorbonne Université, à l'issue d'une khâgne ;
- Les écoles de journalisme (CELSA, CFJ, ESJ, etc.) ;
- Les écoles d'art telles que l'ENSATT et l'École du Louvre ;
- L'université : la majorité des élèves des classes préparatoires littéraires poursuivent leurs études à l'Université. Pendant leurs années de prépa, ils sont inscrits en parallèle dans une université (obligatoire depuis la rentrée 2015). Il est possible après l'année d'hypokhâgne d'obtenir une équivalence de première année de licence dans une ou plusieurs disciplines. Dans la grande majorité des cas, après une première Khâgne, les étudiants obtiennent une équivalence de deuxième année de licence, toutefois, surtout en Khâgne moderne, celle-ci est plus facilement accordée dans la matière dans laquelle le candidat suit l'enseignement d'option. Une sous-admissibilité à une École Normale Supérieure permet d'obtenir d'office cette équivalence. Après une deuxième Khâgne, la khûbe, on peut souvent obtenir une équivalence partielle ou totale de dernière année de licence.
- Une voie médiane pour les khâgneux ayant effectué deux khâgnes est de postuler à l'une des ENS en tant qu'« auditeur libre » : ceux-ci sont des étudiants recrutés sur dossier, qui viennent suivre à l'ENS un cursus de master (ou de préparation à l'agrégation) similaire à celui des normaliens, à cette différence près qu'ils ne sont pas rémunérés ni liés au service public par contrat décennal et qu'ils ne restent que deux ans dans l'école (la durée du master) là où les normaliens-élèves ou normaliens-étudiants restent quatre dans l'école. L'ENS de Lyon recrute traditionnellement plus d'auditeurs que celle de la rue d'Ulm, et leur offre par ailleurs une situation plus avantageuse, avec notamment de nombreuses réductions du coût de la vie étudiante, ou encore une priorité dans l'accès aux logements du campus, que ne propose pas l'ENS de Paris.
- La dernière voie d'accès créée avec la réforme du diplôme des ENS est le statut de normalien-étudiant. C'est un statut intermédiaire entre le statut de normalien-élève stagiaire et celui d'auditeur libre. Le normalien-étudiant est recruté sur dossier, n'est pas fonctionnaire mais suit strictement le même cursus que les élèves-stagiaire : sa scolarité s'étend sur quatre ans, il doit valider les composantes du diplôme.

## Fictions et documentaires
- Loriane Lafont, Misère et Décadence des Grandes Écoles : Confessions d'une khâgneuse atterrée, 2013, 176 p. (ISBN 978-2350134529)
- Thibaut de Saint-Pol, N'oubliez pas de vivre, Albin Michel, 2004, 288 p. (ISBN 978-2226153968)
- « La khâgne ou l'annonce de plan avec la phrase en trois parties, scandée par deux virgules ». Podcast de 60', par Renée Elkaim-Bollinger, première diffusion le 19 décembre 1996 sur France Culture.